# Ngãi Giao
Ngãi Giao is een thị trấn en is de hoofdplaats in het district Châu Đức, een van de districten in de Vietnamese provincie Bà Rịa-Vũng Tàu. Een belangrijke verkeersader is de Quốc lộ 56. Deze weg verbindt de Quốc lộ 1A met Bà Rịa.